# Ludolf Walter von Brabeck
Ludolf Walter von Brabeck (* 1623; † 27. Januar 1699) war Domkantor in Hildesheim und Domherr in Münster und Paderborn.

## Leben

### Herkunft und Familie
Ludolf Walter von Brabeck entstammte dem westfälischen Uradel von Brabeck und war der Sohn des Westhoff von Brabeck (1535–1617) und dessen Gemahlin Anna Ursula von Landsberg zu Erwitte. Sein Bruder Jobst Edmund (1619–1702) war Fürstbischof in Hildesheim, Johann Ernst (1625–1690) Domherr in Münster und Engelbert (1621–1693) Domherr in Hildesheim.

### Wirken
Nach dem Tode des Domherren Johann Bernhard von Westerholt wurde Ludolf Walter am 16. Oktober 1664 für die münstersche Dompräbende präsentiert und mit der Besitzergreifung am 5. November auf die Geschlechter Brabeck, Landsberg, Ruispe und Erfte aufgeschworen. Nach seinem Verzicht ging die Präbende an Johann Caspar von Letmathe. Ludolf Walter war auch Domherr in Paderborn und Domkantor in Hildesheim. Hier wurde er im Jahre 1656 aufgeschworen.